# Montreal Mirror
Pour les articles homonymes, voir Mirror.
Le Montreal Mirror ou, plus communément, le Mirror, est un hebdomadaire culturel publié en anglais à Montréal par Québecor Média entre 1985 et 2012. 

## Contenu
Au même titre que son pendant francophone, le journal Ici Montréal — dont le contenu est toutefois différent — et que ses compétiteurs, Voir et Hour, le Mirror publie des interviews et des critiques portant sur la musique, le cinéma, le théâtre, les arts visuels et la littérature, avec un accent particulier sur les intérêts de ses lecteurs de la minorité anglophone de la métropole québécoise. 
On retrouve également plusieurs éditoriaux, une chronique sexe, ainsi qu'une populaire colonne, la Rant Line, où les lecteurs sont invités à intervenir et à se répondre entre eux, anonymement ou non, via une boîte vocale mise à leur disposition. 
Le journal se targue par ailleurs de publier un calendrier complet des activités culturelles qui se déroulent à travers la ville durant la semaine.

## Histoire
Publié la première fois le 20 juin 1985, le Mirror est devenu un hebdomadaire en septembre 1989. Quebecor a fait l'acquisition du journal en 1997. Le Mirror évaluait son lectorat à 287 000 par semaine en 2006.
Le 22 juin 2012, Sun Media, division de Québecor Média, annonce la fin de la publication de l'hebdomadaire.
Depuis, plusieurs personnes impliquées dans le Mirror ont lancé le site Cult MTL.